# Leucanopsis suffusa
Leucanopsis suffusa là một loài bướm đêm thuộc phân họ Arctiinae, họ Erebidae.